# Mignières
Mignières és un municipi francès, situat al departament de l'Eure i Loir i a la regió de Centre – Vall del Loira. L'any 2007 tenia 706 habitants.

## Demografia

### Població
El 2007 la població de fet de Mignières era de 706 persones. Hi havia 239 famílies, de les quals 36 eren unipersonals (24 homes vivint sols i 12 dones vivint soles), 77 parelles sense fills, 110 parelles amb fills i 16 famílies monoparentals amb fills.
La població ha evolucionat segons el següent gràfic:
Habitants censats

### Habitatges
El 2007 hi havia 273 habitatges, 244 eren l'habitatge principal de la família, 19 eren segones residències i 10 estaven desocupats. 260 eren cases i 11 eren apartaments. Dels 244 habitatges principals, 231 estaven ocupats pels seus propietaris i 13 estaven llogats i ocupats pels llogaters; 9 tenien dues cambres, 20 en tenien tres, 47 en tenien quatre i 168 en tenien cinc o més. 217 habitatges disposaven pel capbaix d'una plaça de pàrquing. A 84 habitatges hi havia un automòbil i a 149 n'hi havia dos o més.

### Piràmide de població
La piràmide de població per edats i sexe el 2009 era:
| Homes | Edats   | Dones |
| ----- | ------- | ----- |
| 0     | 95 o +  | 0     |
| 0     | 90 a 94 | 4     |
| 8     | 85 a 89 | 4     |
| 0     | 80 a 84 | 0     |
| 8     | 75 a 79 | 4     |
| 4     | 70 a 74 | 4     |
| 20    | 65 a 69 | 8     |
| 4     | 60 a 64 | 0     |
| 16    | 55 a 59 | 20    |
| 20    | 50 a 54 | 32    |
| 40    | 45 a 49 | 16    |
| 36    | 40 a 44 | 52    |
| 20    | 35 a 39 | 32    |
| 20    | 30 a 34 | 32    |
| 8     | 25 a 29 | 4     |
| 4     | 20 a 24 | 4     |
| 28    | 15 a 19 | 48    |
| 56    | 10 a 14 | 20    |
| 32    | 5 a 9   | 12    |
| 8     | 0 a 4   | 56    |

## Economia
El 2007 la població en edat de treballar era de 508 persones, 400 eren actives i 108 eren inactives. De les 400 persones actives 381 estaven ocupades (197 homes i 184 dones) i 19 estaven aturades (8 homes i 11 dones). De les 108 persones inactives 25 estaven jubilades, 62 estaven estudiant i 21 estaven classificades com a «altres inactius».

### Ingressos
El 2009 a Mignières hi havia 273 unitats fiscals que integraven 789 persones, la mediana anual d'ingressos fiscals per persona era de 22.373 €.

### Activitats econòmiques
Dels 34 establiments que hi havia el 2007, 1 era d'una empresa alimentària, 4 d'empreses de fabricació d'altres productes industrials, 11 d'empreses de construcció, 5 d'empreses de comerç i reparació d'automòbils, 1 d'una empresa de transport, 1 d'una empresa d'hostatgeria i restauració, 1 d'una empresa d'informació i comunicació, 2 d'empreses financeres, 1 d'una empresa immobiliària, 4 d'empreses de serveis i 3 d'entitats de l'administració pública.
Dels 7 establiments de servei als particulars que hi havia el 2009, 1 era un paleta, 2 fusteries, 2 lampisteries i 2 electricistes.
Dels 2 establiments comercials que hi havia el 2009, 1 era una botiga de roba i 1 una botiga d'electrodomèstics.
L'any 2000 a Mignières hi havia 12 explotacions agrícoles que ocupaven un total de 1.029 hectàrees.

## Equipaments sanitaris i escolars
El 2009 hi havia una escola elemental.

## Poblacions més properes
El següent diagrama mostra les poblacions més properes.